# Diocèse de Yantai
 (août 2023).
Si vous disposez d'ouvrages ou d'articles de référence ou si vous connaissez des sites web de qualité traitant du thème abordé ici, merci de compléter l'article en donnant les références utiles à sa vérifiabilité et en les liant à la section « Notes et références ».
Le diocèse de Yantai est un diocèse de l'Église catholique romaine de Chine dont le siège est à Yantai dans la province du Shandong et qui est suffragant de l'archidiocèse de Jinan. C'était autrefois une mission franciscaine.

## Historique
- 22 février 1894: création du vicariat apostolique du Shandong oriental (écrit alors Chan-toung oriental), détaché du Shandong septentrional (aujourd'hui archidiocèse de Jinan, ex-Tsinan).
- 3 décembre 1924: renommé vicariat apostolique de Ji-fou (Yantai).
- 16 et 18 juin 1931: cède des parties de son territoire à l'avantage de la préfecture apostolique de Yiduxian et de la mission sui juris de Weihaiwei, aujourd'hui préfecture apostolique de Wehai.
- 11 avril 1946: élevé au statut de diocèse par la bulle de Pie XII Quotidie Nos[1].
- L'évêque fidèle à Rome, Jean Gao Kexian (ordonné évêque de Zhoucun en 1983),  est devenu évêque clandestin de Yantai en 1997 et a subi plusieurs arrestations et années d'emprisonnement. Il est mort le 11 septembre 2004 en prison, selon la presse vaticane[2],[3].

## Ordinaires
- Césaire Chang, ofm, 6 mai 1894 - 9 septembre 1911, décédé
- Adéodat-Jean-Roch Wittner, ofm, 9 septembre 1911 - 1er décembre 1936, décédé,
- Louis-Prosper Durand, ofm, 4 juin 1938 - 20 janvier 1950, décédé
- Alphonse Tuang Huai-mo, ofm, 14 juin 1951 - 1978, décédé

## Statistiques
En 1950, le diocèse comptait 2 072 baptisés pour une population de quatre millions d'habitants, seize prêtres séculiers, cinq prêtres réguliers, et trente-trois religieuses.